# Dag
Een dag als tijdsduur is de tijd die de aarde nodig heeft voor een volledige omwenteling om de aardas, ten opzichte van een referentiepunt. Afhankelijk van het referentiepunt spreken we van een zonnedag of etmaal (ten opzichte van de zon), maansdag (ten opzichte van de maan) of siderische dag (ten opzichte van de sterren). Soms wordt met de term dag slechts de tijd tussen zonsopgang en zonsondergang bedoeld, iets wat ook wel specifiek wordt aangeduid als dagduur. 
Een zonnedag duurt gemiddeld 24 uur. Een dag als tijdsinterval duurt 24 uur, begint om middernacht en bevat alle vier de dagdelen, te weten: nacht, ochtend, middag en avond. De term etmaal wordt ook vaak in deze betekenis gebruikt. In het dagelijks spraakgebruik wordt met 'dag' echter vaak alleen het deel van een etmaal bedoeld dat het licht is, bijvoorbeeld in uitdrukkingen als 'dag en nacht'.
In zeer specialistische teksten wordt soms ook de van het Oudgrieks afgeleide term Nychthemeron (letterlijk 'nachtdag') gebruikt voor een volledige aardse omwenteling.

## SI-definitie
Binnen het Internationaal Stelsel van Eenheden (SI-stelsel) is de seconde de eenheid van tijd. Wel wordt de dag (in de zin van etmaal) in het SI erkend als een aanvullende eenheid die in combinatie met SI-eenheden gebruikt mag worden. De dag is in het stelsel gelijkgesteld aan 24 uur oftewel 86.400 seconden.
Het Internationaal Bureau voor Maten en Gewichten (BIPM) heeft de seconde in het SI gedefinieerd als de duur van 9.192.631.770 perioden van de straling die overeenkomt met de overgang tussen de twee hyperfijne energieniveaus van de grondtoestand van het cesium-133-atoom. Deze definitie is zo gekozen dat de bijbehorende tijdseenheid dag vrijwel gelijk is aan een zonnedag.
De duur van de dag is op basis hiervan gelijk aan 794.243.384.928.000 van zulke perioden.

## Zonne- en sterrendag
De schijnbare zonnedag is het tijdsinterval tussen opeenvolgende hoge meridiaandoorgangen van de zon. In België en Nederland komt dit overeen met de tijdstippen waarop de zon precies in het zuiden staat. Doordat de aarde haar baan om de zon niet met uniforme hoeksnelheid doorloopt, en doordat bovendien het vlak van de aardbaan een helling maakt met het vlak van de evenaar, varieert de lengte van de schijnbare zonnedag doorheen het jaar. Om die dagelijkse verschillen uit te vlakken, definieert men de middelbare zonnedag als de gemiddelde lengte van de schijnbare zonnedag over een heel jaar. Het verschil tussen de schijnbare zonnetijd en de middelbare zonnetijd op een gegeven moment van het jaar heet tijdsvereffening. De tijsdvereffening kan worden opgezocht in tabellen en dient als correctie bij de schijnbare zonnetijd die een zonnewijzer aangeeft.
De sterrendag is het tijdsinterval tussen opeenvolgende meridiaandoorgangen van het lentepunt, een referentiepunt in het sterrenbeeld Ram. De sterrendag is korter dan de middelbare zonnedag omdat de zon in de loop van een dag iets meer dan 1 graad naar het oosten opschuift tussen te sterren als gevolg van de beweging van de aarde op haar baan om de zon. Een verwant, maar lichtjes verschillend begrip is de siderische dag.
De definities van het uur, de minuut en de seconde waren traditioneel gebaseerd op indelingen van de middelbare zonnedag, die dan precies 24 uur lang was. Het verschil tussen een sterrendag en een zonnedag bedraagt net geen 4 minuten (24 x 60 minuten in een zonnedag gedeeld door 365,25 dagen in een jaar). Iets nauwkeuriger is de lengte van een sterrendag 23 uur, 56 minuten en 4,091 seconden.

## Variaties in de daglengte

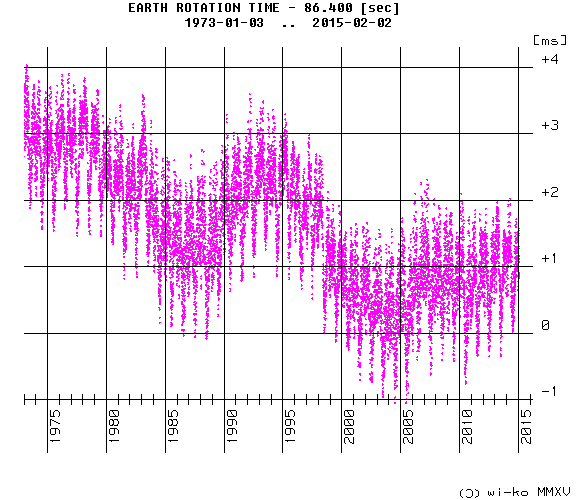
De daglengte van 1974 tot 2005

De hogergenoemde SI-definitie van de dag als exact 86.400 seconden koppelt de dag los van de beweging van de aarde. Daardoor is de lengte van de middelbare zonnedag (lichtjes) verschillend van een SI-dag, en bovendien veranderlijk in de loop der eeuwen.
De snelheid waarmee de aarde om haar as draait is niet constant, maar neemt over het algemeen heel langzaam af, als gevolg van de getijdenwerking van zowel de maan als de zon. De middelbare zonnedag wordt dus steeds langer, en de toename bedraagt ongeveer 1,7 milliseconde per eeuw (een gemiddelde dat is berekend op basis van de laatste 2700 jaar). Warven wijzen erop dat zo'n 620 miljoen jaar geleden een etmaal slechts 21,9 uur lang was; er waren toen 400 dagen in een jaar.
Daarnaast wisselt de omwentelingssnelheid van de aarde vaak van dag tot dag met de massaverdeling: krimpen de oceanen of de atmosfeer wat in door afkoeling, dan gaat de aarde wat sneller draaien als gevolg van de wet van behoud van impulsmoment. Dergelijke verschillen zijn met moderne tijdmeetmethoden goed waarneembaar. Om de klok gelijk te laten lopen met de middelbare zonnedag moet af en toe een schrikkelseconde ingelast worden.
Afhankelijk van de positieve of negatieve schrikkelseconde kan een dag een seconde meer of minder hebben. Schrikkelseconden worden van tevoren aangekondigd door de International Earth Rotation and Reference Systems Service. Ze worden altijd ingevoegd aan het einde van een maand, op 30 juni of 31 december. De laatste minuut van zo'n dag duurt dan bijvoorbeeld 61 seconden.

## Metaforen
In de Bijbel wordt het begrip "dag" geregeld metaforisch gebruikt. Zo wordt de dag soms gelijkgesteld aan een millennium of juist andersom (Psalmen 90:4, Tweede brief van Petrus 3:8) om te laten zien dat tijd voor God geen materieel karakter heeft. Sommige Bijbelverklaarders vatten dit echter letterlijker op, teneinde voorspellingen in boeken als Daniël en de Openbaring van Johannes te kunnen verklaren.

## Begin van de dag
Officieel begint de dag om middernacht. Vaak worden enkele uren daarna nog tot de oude dag gerekend. Zo zal iemand die enkele uren na middernacht naar bed gaat de slaapperiode als scheiding tussen de dagen zien. Iets soortgelijks is van toepassing bij een onderbreking 's nachts van de dienstverlening (bijvoorbeeld bij het openbaar vervoer of een bioscoop): de onderbreking vormt dan de scheiding tussen de dagen.
Voor de geldigheid van vervoerbewijzen van de trein in Nederland (Nederlandse Spoorwegen en gedecentraliseerde treindiensten) worden overlappende dagen van 0.00 tot 4.00 uur de volgende dag gehanteerd. In België rekent de NMBS een dag als de tijd tussen twee nachtelijke onderbrekingen; in dienstregelingtabellen staan treindiensten na middernacht, maar vóór de nachtelijke onderbreking, achteraan.

## Lengte van dag en nacht
Doordat het vlak van de aardbaan (ecliptica) een hoek van ruim 23° maakt met het vlak van de evenaar, brengt de zon een groter deel van de dag boven de horizon door in de lente en in de zomer dan in de herfst en in de winter. Dit verschil wordt des te belangrijker naarmate de waarnemer zich op grotere geografische breedte (noorder- of zuiderbreedte) bevindt; in de poolcirkel is er zelfs een deel van het jaar waarin de zon de hele dag boven de horizon blijft.
Gemiddeld over het hele jaar is de dag iets langer dan de nacht. Dat komt doordat we de tijdstippen van zonsopkomst en zonsondergang meten aan de bovenste rand van de zon, niet aan het midden; bovendien ligt als gevolg van lichtbreking in de atmosfeer de schijbare positie van hemellichamen nabij de horizon ongeveer 35 boogminuten hoger dan hun werkelijke, meetkundige positie. De zonneschijf lijkt dus 's ochtends al helemaal boven de horizon te staan op een moment dat ze zich meetkundig nog volledig onder de horizon bevindt.
In 2024 was de langste dag in Ukkel 21 juni; de zon kwam toen op om 5:29u zomertijd en ging onder om 22:00u, een verschil van 16 uur en 31 minuten. De korstste dag is 21 december, van 8:42u tot 16:39u wintertijd (7 uur en 57 minuten).

## Wettelijk
In de wetten van sommige landen, is het begrip dag vastgelegd. In de Nederlandse Wet geluidhinder is het bijvoorbeeld tussen 7.00 uur en 19.00 uur.

## Dagpatroon
In de moderne tijd slapen mensen vaak één periode per etmaal. Behoudens pauzes en vrije dagen volgens een weekpatroon is er ook vaak één periode van school of werk. Ook openingstijden en dienstregelingen hebben vaak een dagpatroon (met ook weer afwijkingen volgens een weekpatroon), met een onderbreking in de nacht.

## Nummering van dagen
In de meeste hedendaagse kalendersystemen worden dagen geteld binnen grotere gehelen, bijvoorbeeld de 7 dagen van de week of de 28-31 dagen van een maand.
Voor sommige toepassingen, en met name voor de berekening van tijdsintervallen tussen datums die ver uit elkaar liggen, is het praktischer de dagen door te nummeren onafhankelijk van weken, maanden of jaren. De Juliaanse dag is het aantal dagen en breukdelen van dagen sinds de middag in Greenwich op 1 januari van het jaar -4712 (astronomisch genoteerd, dus 4713 v.Chr. in geschiedkundige notatie waar het jaar 0 niet bestaat). De Leidse hoogleraar Josephus Justus Scaliger bedacht dit systeem in 1583 en vernoemde het naar zijn vader Julius Caesar Scaliger. Computersystemen hanteren gelijkaardige systemen voor de interne voorstelling van datums, meestal met een ander nulpunt.